# 伊藤康子
伊藤 康子（いとう やすこ、1934年3月21日 - ）は、日本の女性史学者。
瀋陽生まれ。1957年東京大学文学部国史学科卒業。『歴史評論』編集部、日本福祉大学講師、中京女子大学短期大学部教授、2002年定年退職。愛知県史編纂委員会特別調査委員、愛知女性史研究会会員。

## 著書
単著
- 『戦後日本女性史』大月書店 1974
- 『日本の女性史』学習の友社 1977
- 『女性史入門』ドメス出版 1992
- 『新日本の女性史』学習の友社 1998
- 『闘う女性の二〇世紀 地域社会と生き方の視点から』吉川弘文館 歴史文化ライブラリー 1998　オンデマンド版　2017　ISBN　9784642754422
- 『草の根の女性解放運動史』吉川弘文館 2005　オンデマンド版　ISBN　9784642737708
- 『草の根の婦人参政権運動史』吉川弘文館 2008　オンデマンド版　ISBN　9784642737821
- 『市川房枝―女性の一票で政治を変える』ドメス出版、2019年9月2日。ISBN 978-4810708462。

共著
- 『女性は政治とどう向き合ってきたか 検証・婦人参政権運動』進藤久美子,菅原和子共著 市川房枝記念会出版部 2005

## 参考
- [ISBN　978-4-642-03782-2]
- 『現代日本人名録』2002年